# دیوید مگی
دیوید ماگی (انگلیسی: David Magee؛ زادهٔ ۱۹۶۲) یک فیلم‌نامه‌نویس، و هنرپیشه اهل ایالات متحده آمریکا است.